# Спарто
Спа̀рто, още Салтакли или Сартакли (на гръцки: Σπάρτο, катаревуса Σπάρτον, Спартон, до 1927 година Σαρτακλή, Сартакли), е село в Гърция, в дем Кожани, област Западна Македония.

## География
Спарто е разположено на 360 m надморска височина, на 20 km южно от Кожани.

## История

### В Османската империя
В края на XIX век Салтакли турско село в Кожанска каза на Османската империя. Според статистиката на Васил Кънчов („Македония. Етнография и статистика“) през 1900 година в Салтакли, Кожанска каза, има 520 турци.
На Етнографската карта на Битолския вилает на Картографския институт в София от 1901 година Салтъкли е чисто турско село в Кожанската каза на Серфидженския санджак със 102 къщи.
Според статистика на Серфидженския санджак на гръцкото консулство в Еласона от 1904 година в Салтикли (Σαλτικλή), Кожанска каза, живеят 550 турци.

### В Гърция
През Балканската война в 1912 година в селото влизат гръцки части и след Междусъюзническата в 1913 година остава в Гърция. В 1913 година селото (Σαρτακλή) има 565 жители. През 20-те години населението му се изселва в Турция и на негово място са настанени бежанци от Турция. В 1928 година селото е изцяло бежанско със 126 семейства и 488 жители бежанци.
През 1927 година името на селото е сменено на Спартон.
Населението традиционно произвежда жито, тютюн и други земеделски продукти и се занимава и с краварство.
| Име          | Име            | Ново име  | Ново име  | Описание                            |
| ------------ | -------------- | --------- | --------- | ----------------------------------- |
| Муслукар     | Μουσλοκάρ      | Неротопос | Νερότοπος | местност на Ю от Спарто             |
| Микро Ормани | Μικρό Όρμάνι   | Дасилион  | Δασύλλιον |                                     |
| Кючук Баши   | Κουτσούκ Μπασί | Кефалаки  | Κεφαλάκι  | възвишение на ЮИ над Спарто (362 m) |

| Година    | 1913 | 1920 | 1928 | 1940 | 1951 | 1961 | 1971 | 1981 | 1991 | 2001 | 2011 | 2021 |
| --------- | ---- | ---- | ---- | ---- | ---- | ---- | ---- | ---- | ---- | ---- | ---- | ---- |
| Население | 565  | 571  | 275  | 412  | 366  | 408  | 290  | 191  | 226  | 175  | 110  | 99   |